# Оксфорд (Огайо)
Оксфорд (англ. Oxford) — місто (англ. city) в США, в окрузі Батлер штату Огайо. Населення — 23 035 осіб (2020).

## Географія
Оксфорд розташований за координатами 39°30′20″ пн. ш. 84°44′52″ зх. д. / 39.50556° пн. ш. 84.74778° зх. д. (39.505639, -84.747724). За даними Бюро перепису населення США в 2010 році місто мало площу 17,30 км², з яких 17,29 км² — суходіл та 0,01 км² — водойми. В 2017 році площа становила 19,45 км², з яких 19,45 км² — суходіл та 0,01 км² — водойми.

## Демографія
Згідно з переписом 2010 року, у місті мешкала 21 371 особа в 5799 домогосподарствах у складі 1909 родин. Густота населення становила 1236 осіб/км². Було 6622 помешкання (383/км²).
Расовий склад населення:
| - 87,6 % — білих - 5,4 % — азіатів - 4,0 % — чорних або афроамериканців - 0,2 % — корінних американців |

До двох чи більше рас належало 2,2 %. Частка іспаномовних становила 2,3 % від усіх жителів.
За віковим діапазоном населення розподілялося таким чином: 6,8 % — особи молодші 18 років, 87,6 % — особи у віці 18—64 років, 5,6 % — особи у віці 65 років та старші. Медіана віку мешканця становила 21,4 року. На 100 осіб жіночої статі у місті припадало 90,7 чоловіків; на 100 жінок у віці від 18 років та старших — 89,4 чоловіків також старших 18 років.
Середній дохід на одне домашнє господарство становив 55 794 долари США (медіана — 30 592), а середній дохід на одну сім'ю — 101 510 доларів (медіана — 76 688). Медіана доходів становила 32 994 долари для чоловіків та 39 375 доларів для жінок. За межею бідності перебувало 47,0 % осіб, у тому числі 13,1 % дітей у віці до 18 років та 6,3 % осіб у віці 65 років та старших.
Цивільне працевлаштоване населення становило 9476 осіб. Основні галузі зайнятості: освіта, охорона здоров'я та соціальна допомога — 44,7 %, мистецтво, розваги та відпочинок — 24,2 %, роздрібна торгівля — 7,2 %, виробництво — 4,3 %.

## Міста-побратими
Дубно, Україна